# Hawthorne (Flórida)
Hawthorne é uma cidade localizada no estado americano da Flórida, no condado de Alachua. Foi incorporada em 1881.

## Geografia
De acordo com o United States Census Bureau, a cidade tem uma área de 12,9 km², onde 12,4 km² estão cobertos por terra e 0,5 km² por água.

### Localidades na vizinhança
O diagrama seguinte representa as localidades num raio de 32 km ao redor de Hawthorne.

## Demografia
Segundo o censo nacional de 2010, a sua população é de 1 417 habitantes e sua densidade populacional é de 114,22 hab/km². Possui 681 residências, que resulta em uma densidade de 54,9 residências/km².